# Paysage du soir avec deux hommes
Paysage du soir avec deux hommes (Abendlandschaft mit zwei Männern) est un tableau peint par Caspar David Friedrich entre 1830 et 1835. Il mesure 25 cm de haut sur 31 cm de large. Il est conservé au musée de l'Ermitage à Saint-Pétersbourg.